# Oh Hye-Ri
Oh Hye-Ri (Gangneung, 30 de abril de 1988) es una deportista surcoreana que compite en taekwondo.
Participó en los Juegos Olímpicos de Río de Janeiro 2016, obteniendo una medalla de oro en la categoría de –67 kg. Ganó tres medallas en el Campeonato Mundial de Taekwondo entre los años 2011 y 2017, y dos medallas en el Campeonato Asiático de Taekwondo en los años 2010 y 2018.

## Palmarés internacional
| Juegos Olímpicos    | Juegos Olímpicos             | Juegos Olímpicos | Juegos Olímpicos |
| Año                 | Lugar                        | Medalla          | Categoría        |
| ------------------- | ---------------------------- | ---------------- | ---------------- |
| 2016                | Río de Janeiro (Brasil)      | Medalla de oro   | –67 kg           |
| Campeonato Mundial  |                              |                  |                  |
| Año                 | Lugar                        | Medalla          | Categoría        |
| 2011                | Gyeongju (Corea del Sur)     | Medalla de plata | –73 kg           |
| 2015                | Cheliábinsk (Rusia)          | Medalla de oro   | –73 kg           |
| 2017                | Muju (Corea del Sur)         | Medalla de plata | –73 kg           |
| Campeonato Asiático |                              |                  |                  |
| Año                 | Lugar                        | Medalla          | Categoría        |
| 2010                | Astaná (Kazajistán)          | Medalla de oro   | +73 kg           |
| 2018                | Ciudad Ho Chi Minh (Vietnam) | Medalla de oro   | –73 kg           |